# Pseudoelateropsis
Pseudoelateropsis là một chi bọ cánh cứng trong họ 
Elateridae.
Chi này được miêu tả khoa học năm 1906 bởi Handlirsch.

## Các loài
Chi này có các loài:
- Pseudoelateropsis infraliassica (Roemer, 1876)